# أونلي فانز
أونلي فانز (بالإنجليزية: OnlyFans) هي مقدم خدمات اشتراكية مقرها ريس، المملكة المتحدة. الخدمة تقدم لمنشئي المحتوى إمكانية صنع خدمتهم الاشتراكية الخاصة بهم التي يمكن الاشتراك بها مقابل بعض المال. التطبيق شائع في مجال ترفيه البالغين، ولكنه يستضيف أيضًا منشئي المحتوى من صناعات أخرى مثل خبراء اللياقة البدنية ومنشئي المحتوى الآخرين الذين ينشرون بانتظام عبر الإنترنت. يسمح أونلي فانز لمنشئي المحتوى بتلقي التمويل مباشرة من معجبيهم على أساس شهري بالإضافة إلى احتوائها على ميزة الدفع مقابل المشاهدة (PPV).

## نموذج العمل
يفتقر أونلي فانز عن عمد إلى سياسة المحتوى التقييدية ويسمح للمستخدمين بمشاركة صورهم النصف أو العارية تمامًا مقابل رسوم عضوية شهرية. تدفع الشركة 80 ٪ من الرسوم المحصلة إلى منشئ المحتوى، مع الاحتفاظ بـ 20 ٪ المتبقية لتصبح حصة الشركة بعد رسوم التاجر والمعالجة، حوالي 12٪.

## التاريخ
تم إطلاق أونلي فانز في عام 2016 كموقع ويب يعطي فناني التواصل الاجتماعي إمكانية صنع خدمة اشتراكية شهرية لمتابعيهم .حيث يحصل المشتركون بالخدمة على صور ومقاطع فيديو حصرية مقابل رسوم شهرية. لا يُعرف الكثير عن الشركة الأم (Fenix International Limited).
اعتباراً من فبراير 2020، يحتوي الموقع على 20 مليون مستخدم مسجل كما ان الموقع يدعي أنه دفع 400 مليون دولار إلى 200,000 من منشئي المحتوى المسجلين به.

### منشئو المحتوى البارزون
في عام 2017، حثت كورتني ستودن متابعيها على الاشتراك في تحديثاتها. في عام 2018، نشرت ميغان بارتون هانسون، والتي شاركت في المسلسل التلفزيوني الواقعي (Love Island)، مقاطع فيديو عارية لنفسها عبر الإنترنت مقابل اشتراك شهري.
في يناير 2020، جمعت الأمريكية كيلن وارد البالغة 20 عامًا، وباستخدام المنصة أكثر من مليون دولار من التبرعات خلال حرائق الغابات البرية في أستراليا. تعاونت اونلي فانز معها في أول شراكة بينهما من أجل قضية خيرية ليصبح هذا الاتجاه سائدا ما بين مسجلي اونلي فانس.

## الاستخدام
يتم استخدام الموقع بشكل رئيسي من قبل الهواة وممثلي المحتويات الإباحية، ولكن يتم استخدامه أيضًا من قبل الأشخاص الذين يشاركون صور وفيديوهات اللياقة البدنية.